# Glyphorynchus spirurus
Glyphorynchus spirurus е вид птица от семейство Furnariidae, единствен представител на род Glyphorynchus.

## Разпространение
Видът е разпространен в Белиз, Боливия, Бразилия, Венецуела, Гватемала, Гвиана, Еквадор, Колумбия, Коста Рика, Мексико, Никарагуа, Панама, Перу, Суринам, Френска Гвиана и Хондурас.